# Abruzzerspets
Abruzzerspets, förenklad version av milanospetsen som knypplas av både nunnor och bondkvinnor vid Abruzzerna. Man använder inte mönster till de enkla grova spetsarna, utan formar dem med stöd av knyppeldynans randiga bomullsklädsel. De flesta spetsar kommer ifrån provinsen L'Aquila.